# Allah-Las
Allah-Las is een Amerikaanse rockband die in 2008 in Los Angeles tot stand is gekomen. De groep bestaat uit Matthew Correia (percussie), Spencer Dunham (basgitaar), Miles Michaud (zang en gitaar) en Pedrum Siadatian (gitaar).
De band bracht een eerste single uit in 2011, "Catamaran"/"Long Journey". In 2012 volgde "Tell Me (What's On Your Mind)"/"Sacred Sands". In september 2012 werd de debuutplaat van Allah-Las, die dezelfde naam draagt als de band, uitgebracht. De groep toerde langs de kust van Californië in 2011 en deed de Amerikaanse oostkust en Europa aan in 2012. In de lente van 2013 toerde Allah-Las met The Black Angels in Noord-Amerika, terwijl de band 's zomers Europese concerthallen en festivals aandeed. In oktober zou Allah-Las samen met de Nederlandse muzikant Jacco Gardner op verschillende plaatsen in Californië optreden. In september 2014 bracht de band het album "Worship the Sun" uit en in september 2016 "Calico Review".
Op 23 augustus 2017 werd een gepland concert van Allah-Las in de Rotterdamse Maassilo vanwege een mogelijke terreurdreiging afgelast.

## Discografie
Albums
- Allah-Las (2012)
- Worship the Sun (2014)
- Calico Review (2016)
- LAHS (2019)